# Duy Thành
Duy Thành là một xã thuộc huyện Duy Xuyên, tỉnh Quảng Nam, Việt Nam.
Xã Duy Thành có diện tích 9,46 km², dân số năm 2019 là 7.321 người, mật độ dân số đạt 774 người/km².